# Bản đồ sao

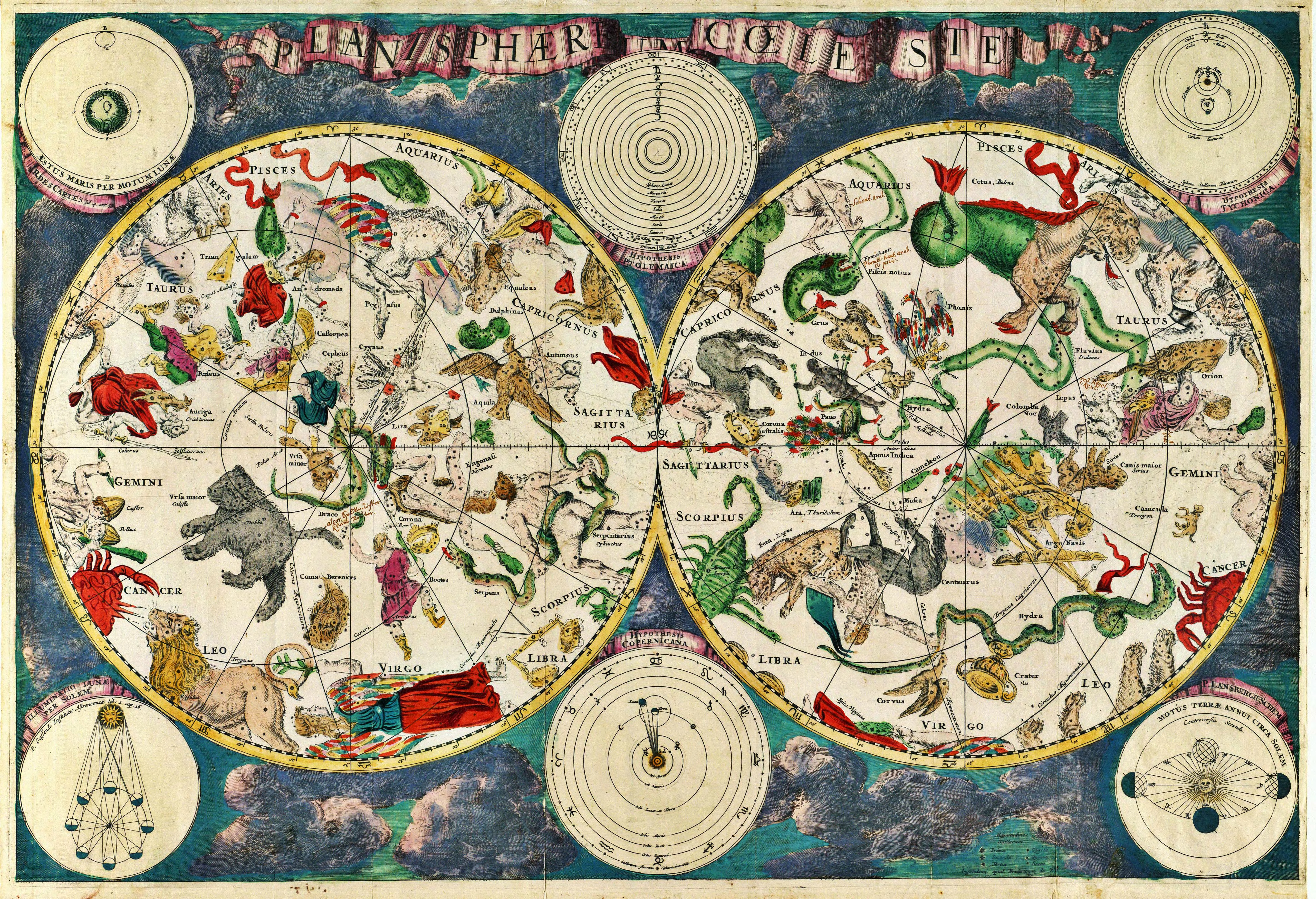
Một bản đồ sao từ thế kỷ 17, bởi họa sĩ Hà Lan Frederik de Wit

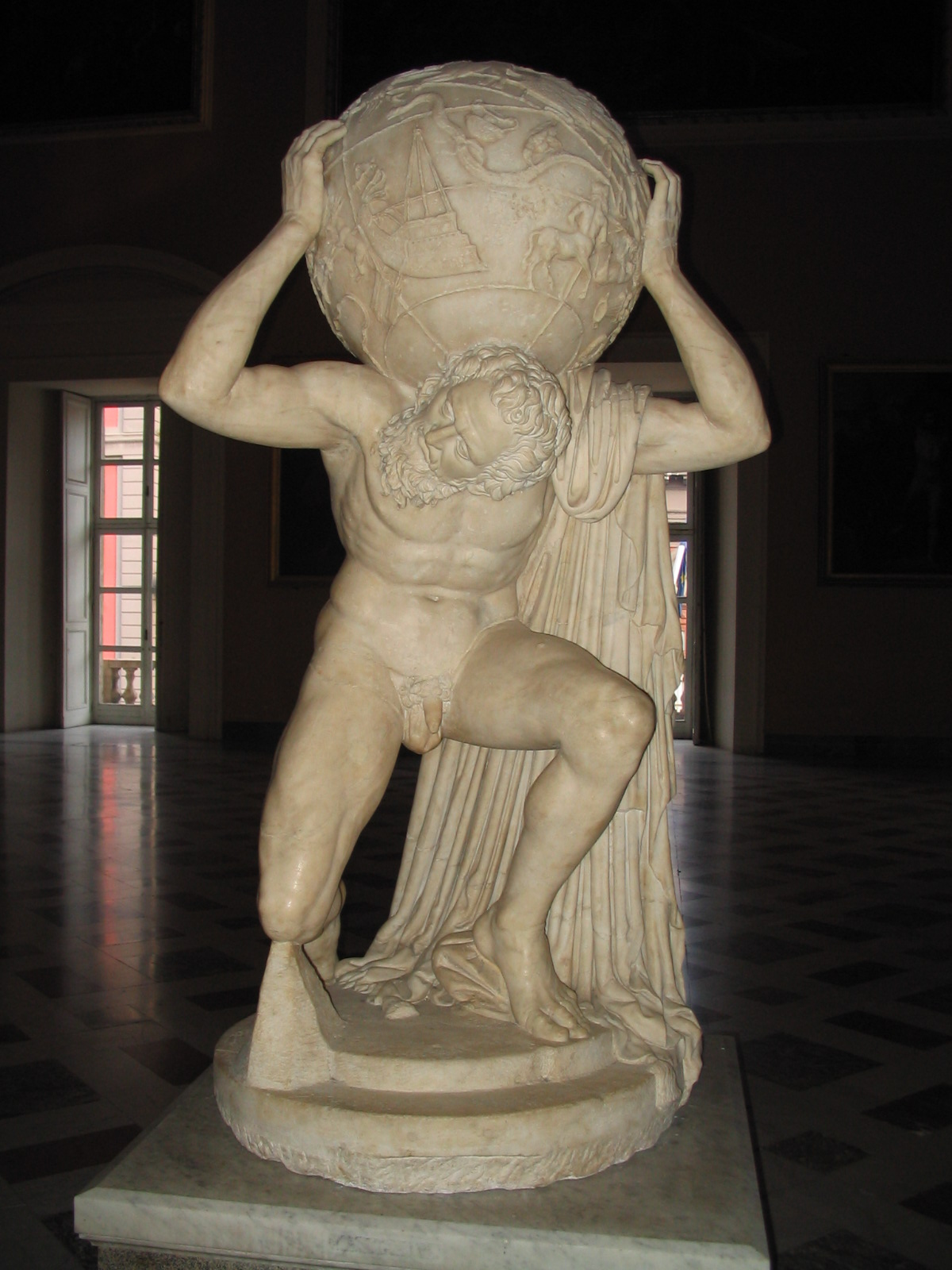
Farnese Atlas tại Bảo tàng địa chất Quốc gia Naples

Bản đồ sao là một bản đồ mô phỏng lại bầu trời đêm. Các nhà thiên văn học chia bản đồ thành các đường kẻ để sử dụng chúng dễ dàng hơn. Chúng được sử dụng để xác định và định vị các vật thể thiên văn như các ngôi sao, chòm sao và thiên hà. Bản đồ sao cổ nhất được biết có lẽ là một bản đồ sao được khắc trên một chiếc ngà voi mammoth được phát hiện ở Đức vào năm 1979. Vật cổ này có tuổi đời 32.500 năm và có một hình khắc tương ứng với chòm sao
Orion.

## Lịch sử

### TIền sử
Một loạt các địa điểm khảo cổ và đồ tạo tác được tìm thấy được cho là liên quan các biểu đồ sao cổ xưa. Biểu đồ sao lâu đời nhất được biết đến có thể là một chiếc ngà voi được chạm khắc  do những người đầu tiên từ châu Á chuyển đến châu Âu vẽ, được phát hiện ở Đức vào năm 1979. Hiện vật này đã 32.500 năm tuổi và có hình khắc giống với chòm sao Orion, mặc dù nó chưa được xác nhận và cũng có thể là một biểu đồ thai nghén. [1] Nhà nghiên cứu người Đức, Tiến sĩ Michael Rappenglueck, ở Đại học Munich, gợi ý rằng hình vẽ trên tường của các hang động Lascaux ở Pháp có thể là một biểu diễn đồ họa của cụm sao mở Pleiades. Nó có niên đại từ 33.000 đến 10.000 năm trước. Ông cũng đề xuất một bảng điều khiển trong cùng các hang động mô tả một con bò rừng đang húc, một người đàn ông với đầu chim và đầu của một con chim trên đầu một mảnh gỗ, cùng nhau có thể mô tả Tam giác mùa hè, vào thời điểm đó là một hình tròn cực. Rappenglueck cũng phát hiện ra hình vẽ chòm sao Vương miện phương Bắc trong hang động El Castillo (Bắc Tây Ban Nha), được thực hiện cùng thời kỳ với biểu đồ Lascaux. Một bảng biểu đồ sao khác, được tạo ra cách đây hơn 21.000 năm, đã được tìm thấy trong hang động La Tête du Lion (fr). Con bò trong bảng điều khiển này có thể đại diện cho chòm sao Kim Ngưu, với một hình mẫu đại diện cho các chòm sao ngay phía trên nó. [4] Một biểu đồ sao được người Indias ở Kashmir vẽ cách đây 5000 năm, cũng mô tả một siêu tân tinh lần đầu tiên trong lịch sử loài người. Đĩa bầu trời Nebra, một đĩa đồng rộng 30 cm có niên đại 1600 TCN, mang các biểu tượng bằng vàng thường được hiểu là mặt trời hoặc mặt trăng tròn, mặt trăng lưỡi liềm, một số ngôi sao bao gồm cụm sao Pleiades và có thể là cả Dải Ngân hà.

### Cổ Vật
Biểu đồ sao có niên đại chính xác lâu đời nhất xuất hiện trong thiên văn học Ai Cập cổ đại vào năm 1534 trước Công nguyên. Danh mục sao sớm nhất được biết đến được biên soạn bởi các nhà thiên văn Babylon cổ đại ở Lưỡng Hà vào cuối thiên niên kỷ thứ 2 trước Công nguyên, trong Thời kỳ Kassite (khoảng 1531–1155 trước Công nguyên). Các ghi chép cổ nhất về thiên văn học Trung Quốc có từ thời Chiến quốc (476–221 TCN), nhưng danh mục sớm nhất của các nhà thiên văn học Shi Shen và Gan De được bảo tồn ở Trung Quốc được tìm thấy vào thế kỷ thứ 2 trước Công nguyên bởi nhà sử học Tây Hán Tư Mã Thiên. Bản đồ lâu đời nhất của Trung Quốc về bầu trời đêm là một chiếc hộp sơn mài từ Lăng mộ Hầu tước Yi của Zeng vào thế kỷ thứ 5 trước Công nguyên, mặc dù bản mô tả này cho thấy vị trí của các chòm sao Trung Quốc theo tên và không hiển thị các ngôi sao riêng lẻ. [10] Farnese Atlas là một bản sao của người La Mã vào thế kỷ thứ 2 sau Công nguyên của một bức tượng Hy Lạp thời Hy Lạp miêu tả Titan Atlas đang ôm thiên cầu trên vai. Đây là hình ảnh mô tả các chòm sao Hy Lạp cổ đại còn sót lại và bao gồm các vòng tròn lưới cung cấp các vị trí tọa độ. Vì tuế sai, vị trí của các chòm sao dần thay đổi theo thời gian. Bằng cách so sánh vị trí của 41 chòm sao với các vòng tròn lưới, có thể xác định chính xác kỷ nguyên khi các quan sát ban đầu được thực hiện. Dựa trên thông tin này, các chòm sao đã được lập danh mục vào năm 125 ± 55 trước Công nguyên. Bằng chứng này chỉ ra rằng danh mục sao của nhà thiên văn Hy Lạp Hipparchus ở thế kỷ thứ 2 trước Công nguyên đã được sử dụng. [11] Một ví dụ thời La Mã về biểu diễn đồ họa của bầu trời đêm là cung hoàng đạo Dendera của Ai Cập Ptolemaic, có niên đại từ năm 50 trước Công nguyên. Đây là một bức phù điêu điêu khắc trên trần nhà tại khu phức hợp Đền Dendera. Nó là một mặt phẳng mô tả các cung hoàng đạo trong các biểu diễn đồ họa. Tuy nhiên, các ngôi sao riêng lẻ không được lập biểu đồ. [12]

### Thời tiền sử
Biểu đồ sao bản thảo lâu đời nhất còn tồn tại là Biểu đồ sao Đôn Hoàng, có niên đại vào triều đại nhà Đường (618–907) và được phát hiện trong hang động Mogao của Đôn Hoàng ở Cam Túc, miền Tây Trung Quốc dọc theo Con đường Tơ lụa. Đây là một cuộn giấy có chiều dài 210 cm và rộng 24,4 cm hiển thị bầu trời giữa các góc từ 40 ° Nam đến 40 ° Bắc trong mười hai bảng, cộng với một bảng thứ mười ba hiển thị bầu trời quang cực phía Bắc. Tổng cộng có 1.345 ngôi sao được vẽ, được nhóm thành 257 dấu sao. Ngày của biểu đồ này là không chắc chắn, nhưng được ước tính là năm 705–10 sau Công nguyên. Biểu đồ sao của phép chiếu cực nam cho thiên cầu của nhà thiên văn Trung Quốc Su Song (1020–1101). Trong triều đại nhà Tống (960–1279), nhà thiên văn học người Trung Quốc Su Song đã viết một cuốn sách có tựa đề Xin Yixiang Fa Yao (Thiết kế mới cho đồng hồ chạy bộ) chứa năm bản đồ của 1.464 ngôi sao. Nó có niên đại là năm 1092. Năm 1193, nhà thiên văn học Huang Shang đã chuẩn bị một bầu quyển cùng với văn bản giải thích. Nó được khắc trên đá vào năm 1247, và biểu đồ này vẫn còn tồn tại trong ngôi đền Wen Miao ở Tô Châu. Trong thiên văn học Hồi giáo, biểu đồ sao đầu tiên được vẽ chính xác rất có thể là các hình minh họa do nhà thiên văn học người Ba Tư Abd al-Rahman al-Sufi tạo ra trong tác phẩm năm 964 của ông có tựa đề Sách các ngôi sao cố định. Cuốn sách này là bản cập nhật của phần VII.5 và VIII.1 của danh mục sao Almagest thế kỷ thứ 2 của Ptolemy. Tác phẩm của al-Sufi có các hình minh họa về các chòm sao và mô tả các ngôi sao sáng hơn dưới dạng các chấm. Cuốn sách gốc đã không tồn tại, nhưng một bản sao từ khoảng năm 1009 được bảo quản tại Đại học Oxford. Có lẽ bản đồ sao châu Âu cổ nhất là một bản thảo giấy da có tiêu đề De Composicione Spere Solide. Rất có thể nó được sản xuất ở Vienna, Áo vào năm 1440 và bao gồm một bản đồ hai phần mô tả các chòm sao của bán cầu bắc thiên thể và hoàng đạo. Đây có thể là nguyên mẫu cho biểu đồ sao in lâu đời nhất của châu Âu, một bộ tranh khắc gỗ năm 1515 do Albrecht Dürer ở Nuremberg, Đức sản xuất.

### Cận đại
Trong Kỷ nguyên Khám phá Châu Âu, các cuộc thám hiểm đến Nam bán cầu bắt đầu dẫn đến việc bổ sung các chòm sao mới. Những điều này rất có thể đến từ hồ sơ của hai thủy thủ người Hà Lan, Pieter Dirkszoon Keyser và Frederick de Houtman, vào năm 1595 đã cùng nhau du hành đến Đông Ấn thuộc Hà Lan. Sự tổng hợp của họ dẫn đến quả địa cầu năm 1601 của Jodocus Hondius, người đã thêm 12 chòm sao phương nam mới. Một số bản đồ khác như vậy đã được tạo ra, bao gồm cả Uranometria của Johann Bayer vào năm 1603. Sau này là tập bản đồ đầu tiên vẽ biểu đồ cả hai bán cầu thiên thể và nó đưa ra các ký hiệu Bayer để xác định các ngôi sao sáng nhất bằng cách sử dụng bảng chữ cái Hy Lạp. Uranometria chứa 48 bản đồ của các chòm sao Ptolemaic, một mảng của các chòm sao phía nam và hai bản cho thấy toàn bộ bán cầu bắc và nam trong phép chiếu lập thể cực. Pole Johannes Hevelius đã hoàn thành tập bản đồ sao Firmamentum Sobiescianum vào năm 1690. Nó chứa 56 bản đồ sao lớn, trang đôi và cải thiện độ chính xác ở vị trí của các ngôi sao phía nam. Ông đã giới thiệu thêm 11 chòm sao (Sc đờm, Lacerta, Canes Venatici, v.v.).